# 小李水库
小李水库是中国安徽省滁州市定远县境内的一座水库，位于淮河水系马桥河上，建于1980年。水库正常库容为370万立方米，集雨面积为23平方千米，海拔为43.5米。